# ماكسيميليان يانسن
ماكسيميليان يانسن (بالألمانية: Max Jansen)‏ (26 مايو 1993 داتلن ألمانيا - ) هو لاعب كرة قدم ألماني يلعب كلاعب وسط.

## روابط خارجية
- ماكسيميليان يانسن على موقع قاعدة بيانات كرة القدم.إي يو (الإنجليزية)
- ماكسيميليان يانسن على موقع بيانات كرة القدم. دي إي (الألمانية)
- ماكسيميليان يانسن على موقع Soccerway.com (الإنجليزية)
- ماكسيميليان يانسن على موقع عالم كرة القدم.نت (الإنجليزية)